# 布塔萊賈區
布塔萊賈區是非洲中部國家烏干達的111個區之一，由東部區負責管轄，首府是布塔萊賈，距離姆巴萊約38公里，主要的經濟產業是自給農業，2010年人口估計為204,300。

## 外部連結
- Butaleja District Information Portal
- Analysis of Butaleja District Resources and Prospects

00°56′N 33°57′E / 0.933°N 33.950°E